# Площадь Героев (Владикавказ)
Площадь Героев — площадь в городе Владикавказ, Северная Осетия, Россия. Располагается в Затеречном муниципальном округе на пересечении проспекта Коста и улицы Генерала Плиева.

## История
6 мая 1965 года в связи с 20-летием со дня Победы советского народа и его Вооруженных сил в Великой Отечественной войне, площадь на перекрестке улиц Орджоникидзе, Тбилисской и Ноя Буачидзе получила название Площадь Героев.

## Транспорт
Трамвай № 1, 2, 4, 5, 7, 8, 9, 10, остановка «Площадь Героев».